# Estação Twinbrook
Twinbrook é uma estação da Linha Vermelha do Metro de Washington, localizada no Condado de Montgomery, Maryland.
Os serviços nesta estação foram iniciados em 15 de dezembro de 1984 como parte de uma extensão noroeste de quatro estações de 11 km da Linha Vermelha  entre as estações Grosvenor-Strathmore e Shady Grove.
Shady Grove atende a área comercial e residencial de Rockville.
Está localizado na Rockville Pike e Halpine Road.
A estação utiliza escadas rolantes para saída. O acesso é feito por escadas ou elevadores.

## Facilidades
A estação conta com uma plataforma em forma de ilha, por onde passam duas linhas.
O estacionamento de veículos conta com 1.097 vagas.
Estão disponíveis lugares para guarda de bicicletas.

## Arredores e pontos de interesse
| - Parklawn Memorial Park and Menorah Gardens - NIAID-National Institutes of Health, Twinbrook Campus - Department of Health and Human Services Parklawn building | - Rockville Fire Station - Rollins Park Soccer/Baseball Field - Woodmont Country Club |